# Matthew Ko
Matthew Ko 高鈞賢 (Hongkong, 20 mei 1984) (jiaxiang: Guangdong, Chaozhou) is een Chinees-Canadese TVB-acteur en fotomodel. Op zevenjarige leeftijd emigreerde hij en zijn familie naar Toronto. In 2005 won hij bij de eerste Mr. Hong Kongverkiezing. Hij spreekt Standaardkantonees, Standaardmandarijn, Engels en Frans.

## Filmografie
- To Grow With Love(2006)
- Life Art (2007)
- On the first beat (2007)
- Steps (2007)
- The Ultimate Crime Fighter (2007)
- Hidden Master (2008)
- Forensic heroes II (2008)
- Speech of silence (2008)
- Man in charge (2008)
- Burning Flame III (2008)
- The greatness of a hero (2009)